# 가리산돈대
가리산돈대는 인천광역시 강화군 선원면 신정리 344에 있는 돈대이다.
가리산 돈대는 용진진이 관장하였던 돈대중 하나로서 중우부 좌사파총 우부좌사의 좌측 초소였다. 현재 돈대가 위치한 곳은 비교적 넓은 평탄지가 형성되어 있으나 벽체를 이루었던 석재들은 모두 훼손되어 그 외형을 파악할 수 없다. 그러나 내부의 충진토 흔적으로 그 대략의 윤곽은 확인 할 수 있다. 돈대는 20m, 남북 34m 규모의 장방형으로 바다를 향한 동쪽으로 3개의 포좌를 두었고, 서쪽의 중심에 출입구를 두었던 것으로 보인다.
가리산돈은 선원면 신정리 해변 뫼뿌리 위치하고 있으며 양쪽에 수문이 있다. 가리산 상부에 위치하며 돈대의 유구가 일부 산재하여 있다.
돈대를 형성하는 토축의 흔적과 강화 외성과의 연결 흔적이 남아 있다. 이 돈대에서는 출입구의 위치와 포좌 3좌의 위치를 추정해 볼 수 있다. 서쪽 하단에는 돈대를 축조하는 데 활용한 것으로 추정되는 석재가 집결되어 있다.

## 참고 문헌
- 인천광역시, 2003,『文化遺蹟分布地圖』- 仁川廣域市 江華郡